# 布赖滕布伦
布赖滕布伦是德国巴伐利亚州的一个市镇。总面积70.79平方公里，总人口3397人，其中男性1706人，女性1691人（2011年12月31日），人口密度48人/平方公里。